# Khasiin Khulguud
Maillots
Le Khasiin Khulguud Klub (en mongol : Хасын Хүлгүүд Клүб), plus couramment abrégé en Khasiin Khulguud, est un club mongol de football fondé en 2006 et basé à Oulan-Bator, la capitale du pays.
Le club évolue en MFF League, le championnat de première division mongole. 

## Historique
- 2006[3] : Fondation du club
- 2006 : Premier titre de champion de Mongolie

## Palmarès
| Compétitions nationales                            |
| -------------------------------------------------- |
| - Championnat de Mongolie (1) : - Champion : 2006. |

## Personnalités du club

### Présidents du club
- B. Erkin

### Entraîneurs du club
- Ts. Enkhter